# Падроні (Колорадо)
Падроні (англ. Padroni) — переписна місцевість (CDP) в США, в окрузі Логан штату Колорадо. Населення — 75 осіб (2020).

## Географія
Падроні розташоване за координатами 40°46′55″ пн. ш. 103°10′24″ зх. д. / 40.78194° пн. ш. 103.17333° зх. д. (40.781814, -103.173297).  За даними Бюро перепису населення США в 2010 році переписна місцевість мала площу 2,10 км², уся площа — суходіл.

## Демографія
Згідно з переписом 2010 року, у переписній місцевості мешкало 76 осіб у 36 домогосподарствах у складі 22 родин. Густота населення становила 36 осіб/км².  Було 46 помешкань (22/км²).
Расовий склад населення:
| - 97,4 % — білих - 1,3 % — корінних американців - 1,3 % — осіб інших рас |

До двох чи більше рас належало 0,0 %. Частка іспаномовних становила 7,9 % від усіх жителів.
За віковим діапазоном населення розподілялося таким чином: 22,4 % — особи молодші 18 років, 55,2 % — особи у віці 18—64 років, 22,4 % — особи у віці 65 років та старші. Медіана віку мешканця становила 47,3 року. На 100 осіб жіночої статі у переписній місцевості припадало 145,2 чоловіків;  на 100 жінок у віці від 18 років та старших — 136,0 чоловіків також старших 18 років.
Середній дохід на одне домашнє господарство  становив 43 417 доларів США (медіана — 46 058), а середній дохід на одну сім'ю — 50 859 доларів (медіана — 50 000). За межею бідності перебувало 2,8 % осіб, у тому числі 0,0 % дітей у віці до 18 років та 0,0 % осіб у віці 65 років та старших.
Цивільне працевлаштоване населення становило 37 осіб. Основні галузі зайнятості: мистецтво, розваги та відпочинок — 37,8 %, виробництво — 35,1 %, будівництво — 27,0 %.